# Love or Not
『Love or Not』（ラヴ・オア・ノット）は、dTV・FODで2017年3月20日より配信されたドラマ。放送時間は各24分。全10話。同年7月20日から9月28日まで毎週木曜2時00分から2時30分にて地上波フジテレビで放送された。
2018年10月5日から続編『Love or Not 2』が配信された。放送時間は各25分。全6話。
主演は山下健二郎（三代目 J Soul Brothers）、ヒロインは本仮屋ユイカ。

## 登場人物
宇佐美幸助〈29〉
演 - 山下健二郎（三代目J Soul Brothers from EXILE TRIBE）
蟹座 A型 三羽商事 企画開発部勤務。 
広澤真子〈29〉
演 - 本仮屋ユイカ
双子座 B型 インテリアデザイナー。
佐野 亘〈27〉
演 -町田啓太（劇団EXILE）
天秤座 AB型 三羽商事 企画開発部勤務。幸助の頼りにしている後輩。
北条志保〈29〉
演 - 浅見れいな
牡牛座 O型 フリーカメラマン。真子の高校時代からの親友。
矢吹草太〈29〉
演 - 八木将康（劇団EXILE）
獅子座 O型 カフェバー「イツモノ」店長。幸助の大学時代からの親友。
但馬美鈴〈27〉
演 - 水沢エレナ
山羊座 A型 ウェブライター。真子と志保の高校時代の後輩。
広澤誠治 〈65〉
演 - 泉谷しげる
真子の父親。
但馬晋太郎
演 - 高村佳偉人
美鈴の息子。
但馬章吾
演 - 橘ケンチ
美鈴の夫。
若木 新〈22〉
演 - 城築創。
「イツモノ」厨房を任されているバイトくん。
松本あずさ〈27〉（Love or Not 2）
演 - 佐津川愛美
三羽商事 海外事業部勤務。
桐野一平(27〉（Love or Not 2）
演 - 細田善彦
真子の父・誠治の元で農業を勉強中の青年。
島田達也(51)
演 - 伊藤敦基

## スタッフ

### Love or Not
- 演出 - 水田成英（#1〜3,#6,7,9,10）、浅見真史（#4,5,8）
- 脚本 - ますもとたくや（#1～6、#8～10）、岸本鮎佳（#7）
- 音楽 - 平沢敦士
- 主題歌 - Leola「Mr. Right」（ソニー・ミュージックアソシエイテッドレコーズ）
- 企画 - 森下正樹・清水一幸
- プロデューサー - 浅野澄美・竹田浩子
- 協力プロデューサー - 三田真奈美
- プロデュース - 三宅裕士、龍貴大、鹿内植、田淵麻子
- 製作著作 - エイベックス通信放送・フジテレビジョン

### Love or Not 2
- 演出 - 水田成英、浅見真史、本間利幸
- 脚本 - ますもとたくや、錦織伊代
- 主題歌 - DOBERMAN INFINITY「Never Change」（LDH MUSIC）
- 製作著作 - エイベックス通信放送・フジテレビジョン

## 配信日程

### Love or Not
| 話数   | 配信開始日    | サブタイトル                 |
| ------ | ------------- | ---------------------------- |
| 第1話  | 2017年3月20日 | 初恋は思い出のままの方がいい |
| 第2話  | 2017年3月27日 | 初めての共同作業！？         |
| 第3話  | 2017年4月3日  | それぞれのウソ               |
| 第4話  | 2017年4月10日 | 単純で複雑な僕ら             |
| 第5話  | 2017年4月17日 | 週末のサプライズ             |
| 第6話  | 2017年4月24日 | こじらせた恋の病             |
| 第7話  | 2017年5月1日  | 愛の隠し味                   |
| 第8話  | 2017年5月8日  | 晴れ時々ジェラシー           |
| 第9話  | 2017年5月15日 | けじめましょう               |
| 最終話 | 2017年5月23日 | 赤い糸のゆくえ               |

#### 地上波
- フジテレビ（2017年7月-9月）
- 関西テレビ（2018年11月-）
- 福島テレビ（2020年10月26日-11月６日）

### Love or Not 2
| 話数   | 配信開始日     | サブタイトル         |
| ------ | -------------- | -------------------- |
| 第一話 | 2018年10月5日  | なんでそうなった     |
| 第二話 | 2018年10月12日 | 好きだからキライ     |
| 第三話 | 2018年10月19日 | 波乱のアニバーサリー |
| 第四話 | 2018年10月26日 | ただいまおかえり     |
| 第五話 | 2018年11月2日  | 絡まる想い           |
| 最終話 | 2018年11月9日  | あの日誓った言葉     |

## 関連番組
- 『LOVE or NOT♪』（2017年9月 - 2018年2月配信、dTV・FOD）- ドラマのプロジェクト第2弾として、今市隆二（三代目 J Soul Brothers）がベッキーとともにMCを務めた音楽番組。